# Minna Sillankorva
Minna Sillankorva, née le 28 août 1961, est une pilote automobile finlandaise de rallyes.
Elle est sextuple championne de Finlande féminine des rallyes (1986, 1987, 1989, 1996, 1997, 1999), et vainqueur de la 2e Coupe FIA des dames du championnat du monde des rallyes, en 1991.
Elle remporte également la Coupe des dames du Rallye Monte-Carlo en 1984 (Mazda 323 Turbo ) et 1991 (Mazda 323 4WD).
Sa carrière en compétitions automobiles s'étale de 1986 à 1999.
Elle a participé à 11 rallyes des 1000 lacs (WRC), et à 7 rallyes arctique (ERC).

## Palmarès

### Titre
- Coupe FIA des dames du Championnat du monde des rallyes, en 1991.